# Vievy-le-Rayé
Vievy-le-Rayé è un comune francese di 505 abitanti situato nel dipartimento del Loir-et-Cher nella regione del Centro-Valle della Loira.

## Società

### Evoluzione demografica
Abitanti censiti